# Sempy
Sempy (Aussprache [sɑ̃ˈpi]) ist eine französische Gemeinde mit 326 Einwohnern (Stand: 1. Januar 2022) im Département Pas-de-Calais in der Region Hauts-de-France. Sie gehört zum Arrondissement Montreuil und ist Mitglied im Gemeindeverband Communauté de communes des 7 Vallées. Die Einwohner werden Sempyens und Sempyennes genannt.
Nachbargemeinden von Sempy sind Clenleu im Norden Humbert im Osten, Saint-Denœux im Südosten, Aix-en-Issart im Südwesten, und Alette im Nordwesten.
Während des Zweiten Weltkriegs unterhielten deutsche Besatzungstruppen bei Sempy einen Feldflugplatz. Während der Luftschlacht um England lagen hier von Ende August bis Mitte September 1940 Bf 109E der III. Gruppe des Jagdgeschwaders 53.

## Bevölkerungsentwicklung

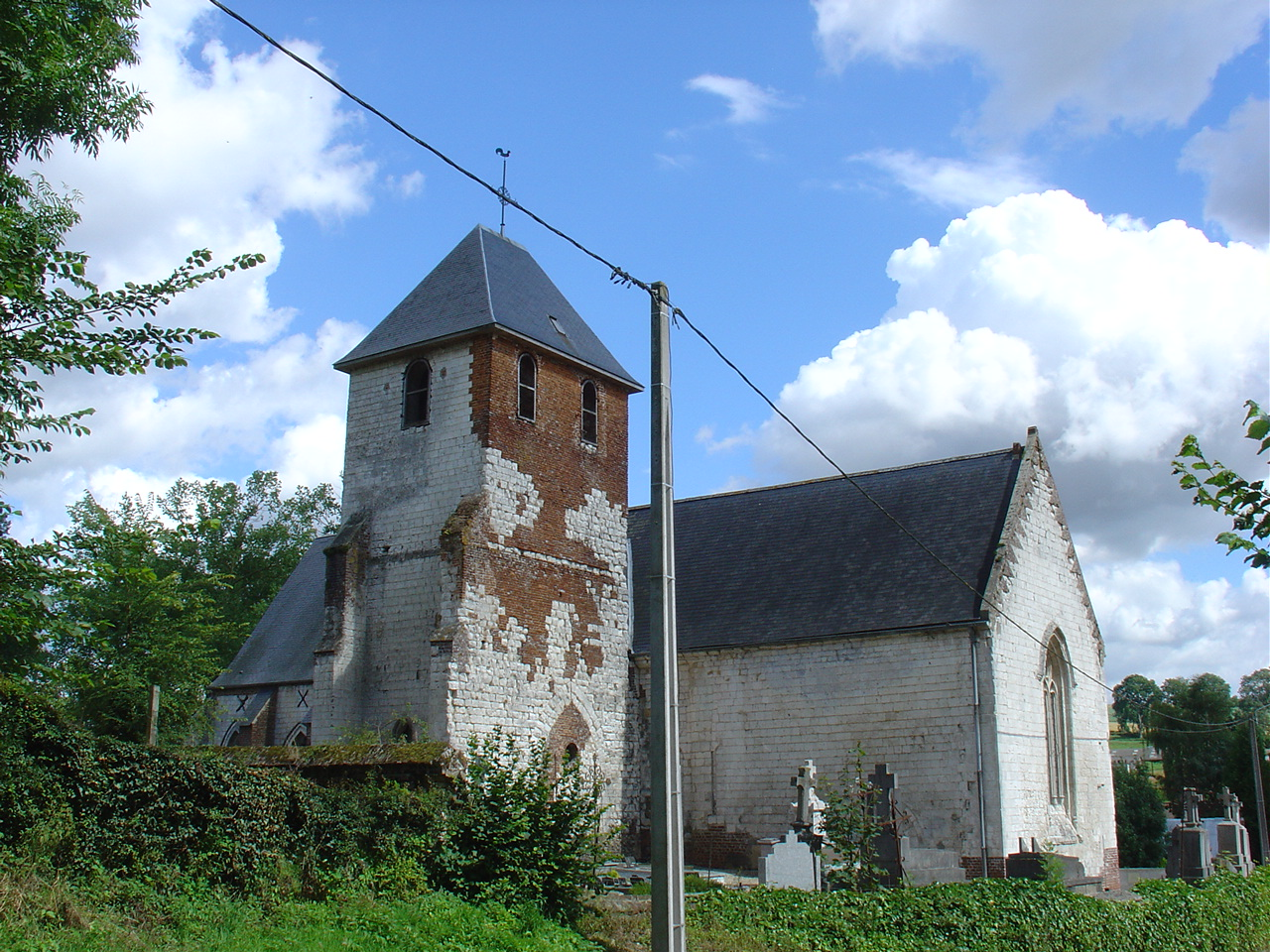
Kirche Saint-Firmin

| Jahr      | 1962 | 1968 | 1975 | 1982 | 1990 | 1999 | 2007 |
| Einwohner | 252  | 238  | 229  | 210  | 176  | 176  | 254  |